# Aqueduc de Castanet
L'aqueduc-siphon de Castanet ou aqueduc de Vauban situé en France sur la commune de Castanet-Tolosan dans la Haute-Garonne en région Occitanie, c'est un des nombreux aqueducs du canal du Midi.

## Description
Cet aqueduc siphon a été construit entre 1687 et 1689 par l'architecte Dominique Gillade. L'ouvrage est remarquable par la qualité de sa conception et son exécution, dans laquelle on trouve l'emploi de pouzzolane. Il ce trouve près de l'écluse double de Castanet.
Il permet le passage du ruisseau de Lascardes ou de Castanet.

## Histoire
Il est inscrit au titre des monuments historiques par arrêté du 24 avril 1998.